# 17
17（十七）是16与18之间的自然数。

## 数学性质
- 第7個質數。前一個為13、下一個為19。
  - 第4对孿生質數之一，其為（17、 19）。
  - 第3个费马素数（{\displaystyle 2^{2^{2}}+1}）
  - 第3個畢達哥拉斯質數
  - 第7個陳質數
  - 第4個普羅斯質數
  - 第2個反質數
  - 第2個强素数
  - 第3個瓦格斯塔夫質數
  - 第4個危險質數。前一個是13、下一個是19。
  - 第4個愛森斯坦質數
  - 素数组合 {\displaystyle (n,n+2,n+6,n+8)} 之一（11，13，17, 19）；下一个组合为（101，103，107，109）。
  - 此數字雖然是自然質數，但不是高斯質數。前一個有此性質的自然質數是13、下一個是29。（OEIS數列A002313）

其第一象限之高斯質數的整数分解為{\displaystyle \left(4+i\right)\times \left(4-i\right)}。
- 第15個虧數，真因數和為1，虧度為16。前一個為16、下一個為19。
- 第11個不尋常數，大於平方根的質因數為17。前一個為15、下一個為19。
- 第12個無平方數因數的數。前一個為15、下一個為19。
- 第12個十进制的等數位數。前一個為16、下一個為19。
- 正十七邊形為第10個可作圖多邊形。前一個為16、下一個為20。1798年，高斯首次以尺規作圖畫出正十七邊形。
- 連續四次方之和：{\displaystyle {{{1}^{4}}+{{2}^{4}}}=17}。
- 唯一一個形式如{\displaystyle p^{q}+q^{p}}的質數，其中{\displaystyle p,q}也是質數：{\displaystyle {{{2}^{3}}+{{3}^{2}}}=17}。
- 面對稱群的數目。
- 17以内的素数的平方和等于666（{\displaystyle {{{{{{{{2}^{2}}+{{3}^{2}}}+{{5}^{2}}}+{{7}^{2}}}+{{11}^{2}}}+{{13}^{2}}}+{{17}^{2}}}=666}）。
- 相反數-17為殭屍數，即位數和（首位含負號）的平方與自身的和大於零的負數，即{\displaystyle {{-{17}}+{{\left({{-{1}}+{7}}\right)}^{2}}}=19}。前一個為-18，後一個為-16（OEIS數列A328933）。

### 基本运算
| 乘法                             | 1  | 2  | 3  | 4  | 5  | 6   | 7   | 8   | 9   | 10  |  | 11  | 12  | 13  | 14  | 15  | 16  | 17  | 18  | 19  | 20  |  | 21  | 22  | 23  | 24  | 25  |
| -------------------------------- | -- | -- | -- | -- | -- | --- | --- | --- | --- | --- |  | --- | --- | --- | --- | --- | --- | --- | --- | --- | --- |  | --- | --- | --- | --- | --- |
| {\displaystyle {{17}\times {x}}} | 17 | 34 | 51 | 68 | 85 | 102 | 119 | 136 | 153 | 170 |  | 187 | 204 | 221 | 238 | 255 | 272 | 289 | 306 | 323 | 340 |  | 357 | 374 | 391 | 408 | 425 |

| 乘方                       | 1  | 2      | 3         | 4           | 5            | 6              | 7               | 8                | 9                 |
| -------------------------- | -- | ------ | --------- | ----------- | ------------ | -------------- | --------------- | ---------------- | ----------------- |
| {\displaystyle {{17}^{x}}} | 17 | 289    | 4913      | 83521       | 1419857      | 24137569       | 410338673       | 6975757441       | 118587876497      |
| {\displaystyle {{x}^{17}}} | 1  | 131072 | 129140163 | 17179869184 | 762939453125 | 16926659444736 | 232630513987207 | 2251799813685248 | 16677181699666569 |

## 在科学中
- 氯的原子序數[1]

## 在人类文化中
17 可意謂17年歲，或特定日期。意大利習俗視17號的星期五為不祥的日子

### 圖文出版
- 17 (美國雜誌)，1944年赫斯特國際集團初次發行。
- Seventeen (日本雜誌)，集英社出版、1968年首发。
- 寂寞的十七歲 (小說)，1961年刊於《現代文學》第十一期。
- 寂寞的十七歲 (小說集)，1976年初版，副標題「白先勇早期短篇小說集」。

### 歌曲作品或人物
- 〈At Seventeen〉 ，珍妮斯·艾恩的歌
- 〈十七歲〉，劉德華的歌曲
- 十七 (單曲)，紀念S.H.E出道17週年，收錄於S.H.E《十七》專輯
- 十七 (YOASOBI歌曲)，日本音樂組合YOASOBI的單曲
- at17，前香港一隊女子音樂組合，成員為盧凱彤（Ellen）及林二汶（Eman）。
- Seventeen (乐队)：印尼摇滚乐队
- Seventeen (組合)：南韓13人男子歌唱組合

### 影視
- 寂寞的十七歲 (電影)，柯俊雄、唐寶雲等主演，1968年台灣上映。內容和白先勇的小說無關係。
- 十七 (电影)，主角陈冲在2008年第11届上海国际电影节传媒大奖獲獎為最受关注女演员。
- Seventeen (電影)：南韓青春劇情片，於1998年7月17日上映

### 流媒体服务
- 17LIVE，英語發音定為「one seven live」，2015年創辦的現場直播影音串流平台，提供在日本、臺灣等地用戶服务。